# Heinrich Sellschopp
Heinrich Hans Ulrich Sellschopp (* 8. April 1903 Satow; † 8. November 1975 Bonn) war in leitender Funktion beim Heereswaffenamt und beim Bundesamt für Wehrtechnik und Beschaffung.

## Leben
Heinrich Sellschopp war der Sohn eines Gutspächters. Seine Schwester Erika wurde später Ehefrau von Arnold Bergstraesser. Von 1920 bis 1926 machte Heinrich Sellschopp eine Lehre an der Handelsschule in Chemnitz. Von 1926 bis 1930 studierte Sellschopp Ingenieurwissenschaften in Berlin und München. Nach seinem Studienabschluss war er vom 1. Oktober 1930 bis 31. Dezember 1931 technischer Leiter der Schweriner Automobil- und Landmaschinen-Gesellschaft mbH. Vom 1. Januar 1932 bis 31. Mai 1933 war er Geschäftsführer der Ernst Heinkel Flugzeugwerke in Warnemünde.
Vom 1. Juni 1933 bis 31. August 1937 war Heinrich Sellschopp Berater beim Reichsluftfahrtministerium, Generalluftzeugmeister, Technisches Amt, Abteilung LC III 1. Vom 1. September 1937 bis 1940 war er Leiter der Flugzeugverwaltung im Reichsluftfahrtministerium. 1940 bis 1944 war Sellschopp Leiter der Planungsgruppe für Industriebetriebe im Heereswaffenamt. Im Dezember 1942 war er zum General-Ingenieur befördert worden. Von 1944 bis 1945 war er bei BMW, München UK-gestellt, weil er zu Betriebsverlagerungen beriet.
Von 1946 bis 1950 war Sellschopp Teilhaber einer Autoreifenreparaturwerkstatt in Lengerich (Westfalen). Von 1951 bis 1954 war Sellschopp Teilhaber eines Reifenhandels in Frankfurt am Main. Von 1954 bis 1956 war Sellschopp Leiter eines Entwicklungsbüro für Standheizungen, Wilhelm Baier Stockdorf, (Webasto). Ab 2. Januar 1956 war Sellschopp Beamter beim Bundesamt für Wehrtechnik und Beschaffung der Bundeswehr in Koblenz. Vom 31. Januar 1959 bis 28. Februar 1967 leitete er die Abteilung »Luftwaffengerät« im Koblenzer Beschaffungsamt und war zeitweise auch General-Manager der Nasmo (Nato Starfighter Management Office).
Der ehemalige Agent und Rüstungsangestellte Roger Hentges behauptete, dass Heinrich Sellschopp Ende der 1950er Jahre mit 30.000 DM von Louis Macaigne, dem Vizepräsidenten der französischen Rüstungsfirma Radio A.I.R., welche Bordausrüstungen für die deutsche Luftwaffe lieferte, bestochen wurde. Ermittlungen im Rahmen der Starfighter-Affäre durch Fritz-Josef Rath, den Leiter des Antikorruptions-Referats, ergaben, dass von den 1,1 bis 1,3 Millionen DM, die Lockheed in der Bundesrepublik an Bestechungsgeldern zahlte, eine „beträchtliche Summe“ an Heinrich Sellschopp geflossen sein soll.
Er war verheiratet mit Ilse, geb. Callies (∗ 27. Juli 1910; † 20. März 1945 in Grevesmühlen), einer Tochter des Dassower Unternehmers Christian Callies.